# Psykiatriloven
Psykiatriloven er den almindelige betegnelse for Lov om tvang i psykiatrien.
Den nuværende version er en revision fra 2007 af loven, som kom i sin første udgave 1989. Den kom som erstatning for Sindssygeloven af 1938.
Psykiatriloven bestemmer under hvilke omstændigheder, tvangsindlæggelse og -tilbageholdelse kan ske på psykiatrisk afdeling, samt betingelserne for at der kan udøves anden tvang som fx fastholden, bæltefiksering og tvangsbehandling.
Ved tvang forstås en foranstaltning gennemført over for en patient, som ikke efter information om, hvad der skal foretages, kan acceptere den besluttede pleje, behandling eller undertiden tilrettevisning.
Loven foreskriver "mindste middels princip": Man skal bruge den mindst indgribende foranstaltning, der er tilstrækkelig for at kunne opnå et behandlingsmål.
Patienten skal som hovedregel både mundtligt og skriftligt informeres om påtænkt tvang forud for indgrebet.
Derudover beskriver loven, hvorledes patienternes retssikkerhed og klagemuligheder skal varetages af patientrådgivere, lokale patientklagenævn, Sundhedsvæsenets Patientklagenævn og domstole.

## Tvangsindlæggelse
Hvis en person er sindssyg eller en tilstand, der kan ligestilles dermed, kan vedkommende tvangsindlægges, hvis
- vedkommende er til væsentlig og nærliggende fare for sig selv eller andre

eller
- udsigten til helbredelse eller væsentlig bedring afgørende forringes ved at undlade indlæggelse

Det er politiet som rent fysisk iværksætter og gennemfører tvangsindlæggelsen på grundlag af en særlig lægeerklæring skrevet af den læge som tvangsindlægger den sindslidende.

## Tvangstilbageholdelse
Hvis en frivilligt (døgn)indlagt patient på psykiatrisk afdeling opfylder kriterierne for tvangsindlæggelse, som beskrevet oven for, skal patienten nægtes udskrivelse (tvangstilbageholdes).
Når en patient er tvangstilbageholdt, skal overlægen på bestemte datoer, konkret tage stilling til om kriterierne for tvangstilbageholdelse fortsat er opfyldte.

## Tvangsbehandling
Så fremt en sindssyg, indlagt patient ikke accepterer behandling, kan overlægen beslutte at behandle patienten mod dennes vilje. Patienten kan som hovedregel få beslutningen prøvet i det lokale patientklagenævn, før behandlingen iværksættes.
Oftest tvangsbehandles med psykofarmaka, men i livstruende situationer kan der gives elektrochock (ECT) mod patientens vilje.

## Fastholden og bæltefiksering
Er det af afgørende betydning for bedring af en meget urolig patients tilstand, kan lægen bestemme,
at patienten om fornødent med magt skal have et beroligende middel.
- Hvis en patient er til væsentlig og nærliggende fare for sig selv eller andre eller
- øver betydeligt hærværk eller
- groft forulemper medpatienter,

kan patienten fastholdes af personalet eller fastspændes til en seng med et mavebælte af kraftigt læder. I særlige tilfælde kan der yderligere anbringes remme om håndled og ankler.
En bæltefiksering forudsætter – som med al anden tvang – at man har gjort alt, hvad der var muligt for afhjælpe patientens problemer med mildere midler. En patient, der er tvangsfikseret med bælte, skal have fast vagt.
Patienten skal tilses fire gange hvert døgn, og såfremt fastspændingen udstrækkes længere end 48 timer, skal en anden psykiater tilse og vurdere patienten og om grundlaget for bæltefikseringen fortsat er til stede.

## Personlig skærmning og døraflåsning
Hvis en patient er
- til fare for sig selv eller andre eller
- forfølger eller groft forulemper andre

kan overlægen beslutte, at patienten mod sin vilje skal følges af et personalemedlem rundt i afsnittet.

## Visitation af person eller ejendele
Kan ske på konkret mistanke over for enkelte patienter, fx hvis der er mistanke om indsmugling af våben, farlige genstande eller ulovlige stoffer.